# کورکوت
کورکوت (به ترکی استانبولی: Korkut) یک منطقهٔ مسکونی در ترکیه است که در استان موش واقع شده‌است. کورکوت ۱٬۳۰۰ متر بالاتر از سطح دریا واقع شده‌است.